# Готфрид III (граф Лувена)
Готфрид III Смелый (фр. Godefroid III, нем. Gottfried III, нидерл. Godfried III de Moedige; не позднее 1142 года — 21 августа 1190 года), граф Лувена, с 1142 года — герцог Нижней Лотарингии и маркграф Антверпена (под именем Готфрида VII), ландграф Брабанта.
Поскольку на момент смерти отца, Готфрида II в 1142 году Готфрид III ещё был младенцем, то он получил прозвище герцог в колыбели (лат. Dux in cunis). Смерть Готфрида II и начало номинального правления Готфрида III привело к конфликту домом Бертольдов, однако вассалам Готфрида удалось призвать на помощь графа Фландрии Дидерика Эльзасского и с его помощью установить правление Готфрида. В обмен на эту помощь Дидерик Эльзасский потребовал от Готфрида признать его своим сюзереном.
В 1159 году Готфрид приказал сжечь мотт в Гримбергене, тем самым закончив т. н. гримбергенские войны. Благодаря успешным военным компаниям герцогству покорились графства Арсхот (не позднее 1179 года), Жодонь (1184 год) и Дюрас (1189 год). Браки, сначала с Маргаритой Лимбургской (1158 год), дочери герцога Лимбурга Генриха II, а потом после её смерти в 1172 году с Имажиной Лоонской, дочерью Людовика I, привели к миру с этими государствами. После смерти супруга Имажина приняла постриг и не позднее 1203 года она стала настоятельницей Мюнстербилзенского монастыря.

## Брак и дети
1-я жена: с 1158 Маргарита Лимбургская (ок. 1135 — 1172), дочь герцога Лимбурга Генриха II и Матильды фон Саффенберг. Дети:
- Генрих I (1165 — 5 сентября 1235), 1-й герцог Брабанта с 1191
- Альберт I (ок. 1166 — 24 ноября 1192), архидьякон церкви Св. Ламберта в Льеже 1177—1183, пробст церквей Святого Иоанна и Святого Петра в Льеже 1184—1189, епископ Льежа с 1191, кардинал с 1192, святой.

2-я жена: Имажина Лоонская (ок. 1150 — 5 июня 1214), дочь Людовика I, графа Лооза и Рейнека, и Агнессы Мецкой. Дети:
- Гильом (Вильгельм) (ок. 1180 — после 1 августа 1224)
- Годфрид (Жоффруа) (ум. 2 января 1225/16 апреля 1226), в 1196 году перебрался в Англию, где стал родоначальником английской ветви Лувенского дома

После смерти Готфрида титул герцога Нижней Лотарингии был объявлен не имеющим правления. Несмотря на это вплоть до конца Ancien Régime герцоги Брабанта формально носили и этот титул.